# Jean-Christophe Giesbert
Pour les articles homonymes, voir Giesbert.
Jean-Christophe Giesbert, né le 21 mars 1956 à Elbeuf (Seine-Maritime), est un homme de communication et romancier franco-américain, ancien président d'une entreprise spécialisée en relations presse et gestion de situations sensibles et de crise basée à Toulouse.

## Biographie
Jean-Christophe Giesbert est issu, par son père, d'une famille d'origine allemande, écossaise, autrichienne et juive dont les membres ont immigré aux États-Unis au début du dix-neuvième siècle puis à la veille de la Première Guerre mondiale, et, par sa mère, d'une famille normande catholique propriétaire à Elbeuf d'une importante imprimerie régionale. Son père Frederick, un Américain né à Chicago, a participé au débarquement en Normandie, le 6 juin 1944 à Omaha Beach.
Jean-Christophe Giesbert est le frère de Franz-Olivier Giesbert, écrivain et ancien patron de presse (Le Nouvel Observateur, Le Figaro, Le Point), a été directeur de rédaction des quotidiens La Dépêche du Midi, Le Petit Bleu de Lot-et-Garonne et La République des Pyrénées jusqu’en décembre 2008, date à laquelle il a quitté ce groupe de presse pour fonder « Giesbert & associés », une société de conseil en communication, basée à Toulouse, vendue depuis 2018 à Jean-Michel Mandin et Benoît Terrière et rebaptisée « Giesbert & Mandin », devenue filiale du Groupe Intelligible.
Il est par ailleurs écrivain et a publié plusieurs romans historiques consacrés à l’Amérique du XIXe siècle, ainsi que des ouvrages relatifs au débarquement de Normandie.
En 2016, il cofonde un magazine et réseau social politique "Politic Région" avec Jean-Louis Caccomo et Jean-Marcel Bouguereau. Ce magazine sera mis ensuite en liquidation judiciaire en 2018.
Lors de son assemblée générale du 28 février 2020, l’association Haute-Garonne Karting a élu à l’unanimité Jean-Christophe Giesbert comme Président. Il succède à Robert Grouillard disparu en début de cette même année. Un retour aux sources pour Jean-Christophe puisqu’il avait déjà occupé ce rôle, depuis les prémisses du projet du circuit jusqu’en 2000. Il avait dû quitter cette fonction à la suite de sa nomination en tant que Directeur de la rédaction à La Dépêche.

## Sous le nom de plume «Norman Ginzberg»
- Omaha, Héloïse d'Ormesson, 2014  (ISBN 978-2-35087-268-1)
- Arizona Tom, Héloïse d'Ormesson, 2013  (ISBN 978-2-35087-232-2), qui a reçu de nombreux prix :« Talents à découvrir Cultura » 2013, « Sélection des bibliothécaires de la Ville de Paris » 2013, prix du « Livre d’Hiver de Montgiscard » (31) 2014,  « Sélection des lecteurs du Livre de Poche 2015 », prix « Réunica », Prix « Coup de Cœur des lecteurs du Marsan » 2015.
- Les Captives de la Vallée de Zion, Héloïse d'Ormesson, avril 2017
- Le Mystère Walter Boehmer (polar), éditions Privat, octobre 2017

## Sous le nom de Jean-Christophe Giesbert
- Le démerdeur, Editions CAIRN 2023  (ISBN 979-10-7006-231-9)
- Leïla et moi sur un arbre perchés, Editions Vérone 2022,  (ISBN 979-10-284-1806-9)
- Dakota Blues, tome 3 de Les Moulins d'Amérique, Éditions Michel Lafon, 2011  (ISBN 978-2-7499-1392-6)
- Des racines, des combats et des rêves, entretiens avec Martin Malvy, (avec Marc Teynier), Éditions Michel Lafon, 2010  (ISBN 978-2-7499-1332-2)
- L'Ange de Springwood, tome 2 de Les Moulins d'Amérique, Éditions Michel Lafon, 2009  (ISBN 978-2-7499-1009-3)
- Le Fils de Saint John, tome 1 de Les Moulins d'Amérique, Éditions Michel Lafon, 2008  (ISBN 978-2-7499-0812-0). Édition en gros caractères, Libra-Diffusio, 2010  (ISBN 978-2-84492-370-7)
- Les Grandes Figures de la gauche : 100 ans de Parti socialiste, avec Franz-Olivier Giesbert, Éditions Michel Lafon, 2005  (ISBN 978-2-7499-0345-3)
- Les Héros du 6 juin, le Débarquement de 1944, avec la collaboration de Franz-Olivier Giesbert, Éditions Michel Lafon, 2004 (livre avec cédérom)  (ISBN 978-2-7499-0093-3)